# Tom Foden
Pour les articles homonymes, voir Foden.
Tom Foden est un chef décorateur britannique, collaborateur fréquent du réalisateur Tarsem Singh.

## Filmographie
- 1997 : Les Prédateurs
- 1998 : Psycho
- 2000 : The Cell
- 2002 : Photo Obsession
- 2003 : Les Associés
- 2004 : Le Village
- 2004 : Tooth Fairy (en) (court métrage)
- 2011 : Les Immortels
- 2012 : Blanche-Neige
- 2020 : Minamata d'Andrew Levitas

## Récompenses et distinctions
Nominations
- Saturn Award :
  - Saturn Award des meilleurs décors 2012 (Les Immortels)
- Art Directors Guild :
  - Meilleur décor pour un film contemporain 2003 (Photo Obsession)
  - Meilleur décor pour un film d'époque ou de fantasy 2001 (The Cell)